# Ирена Сендлерова
Ирена Станислава Сендлеро̀ва (на полски: Irena Stanisława Sendlerowa), с моминско име Кшижано̀вска и псевдоним „Йоланта“ (родена на 15 февруари 1910 г. във Варшава, умира на 12 май 2008 г. във Варшава), е полска медицинска сестра, хуманитарна и социална деятелка, член на Полската социалистическа партия (ПСП) и Съвета за помощ на евреите („Жегота“). Праведник на света, Дама на Ордена на Белия Орел и Ордена на усмивката.
Създадената от нея мрежа от хора и организации спасява около 2500 еврейски деца по време на Втората световна война. През октомври 1943 г. е арестувана от Гестапо, но „Жегота“ успява да я освободи. По време на Варшавското въстание е сестра в един от въстаническите санитарни пунктове в Мокотов. След войната работи в социалната сфера. Дълги години нейната дейност по време на окупацията е неизвестна. През 2007 и 2008 г. е номинирана за Нобелова награда за мир.

## Биография

### Младост
Бащата, Станислав Кшижановски (1874 – 1917), е лекар. Майката, Янина Каролина Кшижановска (1885 – 1944), е дъщеря на Ксавери и Констанца от дом Гжибовски. Бащата принадлежи към Полската социалистическа партия, взима участие в революцията през 1905 г. Заради политическата си ангажираност среща затруднения да завърши медицина във Варшавския университет (завършва през 1908 г. в Харков). През 1909 г. заедно със съпругата си се връща във Варшава и започва работа в болницата „Св. Дух“.
Ирена Сендлерова е единственото им дете. На 2 годинки се разболява от коклюш, което принуждава родителите ѝ да напуснат Варшава и да заживеят в Отвоцк. Там баща ѝ започва частна практика като лекува предимно бедните евреи и селяни. Ангажира се и със социалната дейност. Атмосферата в семейството оказва голямо влияние и върху дейността на Ирена по време на Втората световна война. В Отвоцк, покрай игрите с еврейските връстници, тя научава езика идиш.
През 1917 г. Станислав Кшижановски умира от петнист тиф, заразен от свои пациенти. През 1920 г. Янина Кшижановска се мести с дъщеря си в Тарчин, а после в Пьотърков Трибуналски, където живее нейното семейство. Ирена посещава тамошната гимназия. В средното училище участва в скаутското движение. В Пьотърков среща бъдещия си първи съпруг Мечислав Сендлер.
През 1927 г., след приключване на матурата, заминава за Варшава. В столицата започва да учи във Факултета по право на Варшавския университет. След две години се мести във Факултета по хуманитарни науки и започва да учи полонистика. Педагогическата си практика води във филиала на Дома за сираци на Януш Корчак „Ружичка“ (на полски: Różyczka) във Вавер.
Принадлежи към Съюза на полската демократична младеж. По време на антисемитските прояви през 30-те години във Варшавския университет, се противопоставя на блокирането на достъпа до лекционните зали и изгонването на евреите от тях. След като през октомври 1937 г. ректорът Влоджимеж Антоневич издава заповед за въвеждане на т.нар. „getto ławkowe“ (място в лекционната зала, предназначено за евреите), по време на лекции Ирена сяда до тях. Заради това се превръща в мишена за атаки от страна на студентите от Национален радикален лагер. След като става свидетел на тормоза върху нейните еврейски колежки, задрасква печата в студентската си книжка, който ѝ дава право да заема място на скамейките за християни. Заради това са ѝ спрени студентските права по време на сесията на академичната 1937/1938 година. Това решение обаче е отхвърлено от Тадеуш Котарбински, който замества ректора. Пише магистърска работа под ръководството на Вацлав Борови.
През 1932 г. започва работа в секцията Грижа за майки и деца на Гражданския комитет за социална помощ на Полския свободен университет (Wolna Wszechnica Polska), управлявана от Хелена Радлинска. Работи също така в Консултативния съвет на Комитета, където служителите защитават безработните от изгонване. Заема различни длъжности в Отдела за социални грижи и здравеопазване.

### Втората световна война
По време на немската окупация работи като здравен работник в центровете за здравеопазване и социални грижи, първо на ул. „Волска“ 86, после на ул. „Гроховска“ 36, където е преместена заради обвинения, че е помагала на евреи от гетото. Завършва сестрински курс на Полския червен кръст. Мъжът ѝ, офицер от полската войска, след капитулацията на Варшава, като пленник се озовава в офицерския лагер „Волденберг“ (на немски: Oflag II C Woldenberg).
През октомври 1939 г. немските власти забраняват на градската управа да се оказва каквато и да е помощ на евреите. Дават заповед също така да се уволнят всички еврейски работници. Въпреки това, група хора организирани от Ирена Сендлерова продължават да помагат на евреите. Тази група най-напред е от 5 души, после стават 10, като по-голямата част са жени. Оказването на помощ на евреите става още по-трудно след като през октомври 1940 г. е създадено Варшавското гето, а месец по-късно е изолирано от града.
През 1940 г. участва в акциите за хранене и оказване на помощ на полските войници болни от туберкулоза, които биват пращани във Варшава и настанявани в Уяздовската болница.
Като не иска да губи контакт със своите еврейски подопечни успява да снабди себе си и своя колежка (Ирена Шулц) с пропуск за санитарни служители, които се борят с инфекциозните болести в гетото. Придобиването на тези пропуски е свързано с необходимостта от подлагане на серия от болезнени ваксини. Пропускът дава възможност за свободен достъп до гетото до януари 1943 г. Ирена Сендлерова носи там храна, дрехи, пари и лекарства, като заедно с Ирена Шулц пренасят до изолирания квартал около 1000 ваксини на Рудолф Вейгл за петнист тиф, произвеждани нелегално в Националния институт по хигиена. Влиза в гетото дори по два-три пъти дневно, през различни входове, за да не буди подозрение. Искайки да изрази своята солидарност с хората, в гетото слагала лента с Давидовата звезда. Благодарение на това не привлича внимание и избягва легитимиране. По-късно пропуск за гетото получават голяма част от нейните колежки.
Става координатор и най-активният участник по време на акцията за включване на еврейски деца в инициативата провеждана от Отдела по социално подпомагане и здравеопазване за насочване на бездомните деца към съответните институции. За тази цел променят биографиите на еврейските деца. Това позволява тяхното отвеждане до домове като полски сираци въз основа на официалното разрешение, подписано от ръководителя на отдел Грижа за детето Ян Добрачински.
Над 30 деца са скрити в Турковице, а в най-голямото средище за сираци във Варшава месечно попадат по 8 – 10 деца от гетото. За това къде ще попадне дадено дете има значение неговата възраст, пол, външен вид и степен на владеене на полски език.
Децата биват изнасяни от гетото по различни начини, в линейки, трамваи и т.н. Ирена Сендлерова и нейните колежки помагат също и на възрастни да избягат от гетото, които най-често успявали след като подкупят пазачите.
Акцията за спасяването на евреи от варшавското гето се изостря през лятото на 1942 г., след като немците започват да ги транспортират до немския лагер на смъртта Треблинка. През август 1942 г. Ирена Сендлерова става свидетел на похода на децата и Януш Корчак на Умшлагплац, което определя за едно от най-драматичните събития по време на войната.
През ноември 1942 г. се свързва със създадения Съвет за помощ на евреите „Жегота“, като предлага сътрудничество от страна на група работници от Отдела за социални грижи и здравеопазване. Текущата дейност на нейната група минава под подчинението на „Жегота“, благодарение на което става много по-организирана и получава финансова подкрепа. След като се ангажира с дейността на „Жегота“ Ирена Сендлерова държи под своя опека 8 – 10 жилища, в които се укриват евреи.
През есента на 1943 г. става ръководител на детския отдел на „Жегота“. В дейността на този отдел работят няколко десетки души. Неговата основна задача е да настани отделените от родителите или осиротели деца в манастири, скривалища или в полски семейства, да им набави фалшиви удостоверения за раждане, а също така да им осигури постоянна финансова и лекарска помощ. На територията на Варшава децата, за които е осигурена постоянна грижа са над 1000. Като ръководител Ирена Сендлерова води криптирана картотека за хората, на които „Жегота“ помага.
По време на окупацията продължава и своята дейност в Полската социалистическа партия, към която се присъединява още преди войната. Оказва материална помощ на семействата на активистите, които попадат в затвора, а също така доставя лекарства и превързочни материали на хората, които се укриват в гората.
На 21 октомври (а според други източници – 18 октомври) 1943 г. е арестувана от Гестапо в жилището ѝ. По време на претърсването немците не откриват картотеката на спасените деца. Затворена е в женското отделение на затвора Павяк. Разпитвана е и измъчвана в седалището на Гестапо. Като затворничка в Павяк работи в пералното помещение. „Жегота“ успява да я спаси като плаща висок подкуп, благодарение на което на 13 ноември 1943 г. е освободена. След това продължава своята дейност в „Жегота“, която ѝ осигурява фалшиви документи под името Клара Домбровска.
През април 1944 г. контраразузнаването на Националните въоръжени сили я добавя в т.нар. списък на проскрибираните, който съдържа имената на хора, заподозрени за леви симпатизанти, комунистическа дейност или еврейско потекло. Добавянето в този списък можело да има трагични последствия.
Малко преди избухването на Варшавското въстание, заедно с Ядвига Пьотърковска поставят картотеките в бутилки, които после заравят в градината на дом Пьотърковски на ул. „Лекарска“ 9.
Избухването на въстанието я намира в Мокотов. Тъй като завършва сестрински курс в Полския червен кръст, става медицинска сестра във въстанически санитарен пункт на ул. „Ловицка“ 51. След като тази част на квартала е превзет от немците, пунктът заедно с цивилна група от няколко десетки хора са преместени в сградата на Висшето селскостопанско училище на ул. „Раковецка“ и ул. „Фалата“. По време на преместването на хората, благодарение на подкупването на немските пазачи, ранени и болни, вместо на Двожец Заходни попадат на Окенче. Там Ирена Сендлерова участва в създаването на болница, в която става медицинска сестра, а после главна сестра.
В резултат на усилията на Ирена Сендлерова и нейните сътрудници са спасени около 2500 еврейски деца. Около 1300 от тях намират помощ в полски семейства, останалите намират убежище в манастири, отдели за закрила на детето, домове за сираци.
Списъкът на еврейските деца, на които „Жегота“ помага, изготвен от Ирена Сендлерова е запазен на 75%. През 1945 г. е изровен и след като е преписан бива предаден на Адолф Берман. Това позволява на Централния комитет на полските евреи да свърже децата с оцелелите от Холокоста родители и техни роднини. Много от тях заминават по-късно за Палестина и Израел.
Ирена Сендлерова никога не посочва конкретната цифра на децата, които спасява. Твърди, че са били малко и че по време на войната е можело да бъдат спасени повече евреи.

### Следвоенен период
През март 1945 г. Йежи Албрехт предлага на Ирена Сендлерова работа като заместник-ръководител в Отдела за социални грижи във Варшава. В сринатия град организира от нулата домове за деца, домове за възрастни, а също така дом за закрила в Хенрикув за жените, които в руините на града се отдават на проституция.
През 1948 г. след сливането на Полската работническа партия и Полската социалистическа партия става член на Полската обединена работническа партия. Заради влошеното си здравословно състояние и събитията от март 1968 г., след 1968 г. не е активен член на партията.
Заема длъжността ръководител в Отдела за социални грижи до март 1950 г. После от 1950 г. до 1952 г. е ръководител на Отдела за закрила в Съюза на инвалидите, а после заместник-директор в Националното училище по акушерство (1954 – 1955). От 1958 г. до 1962 г. е директор на Департамента за средни медицински училища в Министерство на здравеопазването и социалните грижи. От 1962 г. работи като заместник-директор на Националното училище за зъботехници. През 1967 г. се пенсионира.
След войната много пъти е била разпитвана от служители на Държавна сигурност. Обвинена е за наемане на членове на Армия Крайова. През 1949 г. след разпит изгубва сина си (ражда се преждевременно и след 11 дни умира). Не е арестувана благодарение на интервенциите на една от спасените жени, които след войната се омъжва за шефа на столичната Държавна сигурност.
През 1948 г. попада в групата на основателите на Общополската лига за битка с расизма, като единственият по това време опит за обществена институционализация на борбата срещу антисемитизма.
Два мандата е съветник в Националния съвет на Варшава, като през 1950 – 1956 г. е председател на Комисията по здравеопазване. Член е също така на съюза Приятели на децата и Полския червен кръст. Присъединява се също така към Съюза за светско училище и Съюза на полските учители. През 1980 г. се записва и в Независимия самоуправляем профсъюз „Солидарност“. Член е и на Съюза срещу антисемитизма и ксенофобията „Отворена Жечпосполита“ от самото съществуване на организацията. 
През 1965 г. получава медал Праведник на света. През 70-те години иска да посети Израел, за да посади свое дръвче на Алеята на праведниците в Яд Вашем в Йерусалим, както повелява традицията. Властите обаче отказват да ѝ издадат паспорт. Все пак през април 1983 г. успява да доведе пътуването си до Израел до край. Засажда своето дърво на 6 май 1983 г. През 1991 г. получава почетно гражданство на Израел.
След войната има здравословни проблеми, в резултат от постоянния стрес по време на своята дейност и нараняванията по главата, получени по време на разпитите през 1943 г. от служителите на Гестапо. Страда от главоболие, страхова невроза, има проблеми също така с костната система. През 1967 г. и 1968 г. пребивава в болница.
Въпреки че ръководената от нея група спасява два пъти повече евреи от Оскар Шиндлер, в Полската народна република нейната дейност е била непозната. Самата тя дълги години след войната не говори за ролята, която изиграва при спасяването на евреите. Първата статия на тази тема публикува през 1963 г., а през 1967 г. дава интервю на седмичника „Prawo i życie“. Получава гласност след 2000 г., благодарение на група американски ученици, които изготвят училищна пиеса Life in a Jar, която разказва за дейността на Ирена Сендлерова по време на Втората световна война.
Умира на 12 май 2008 г. Погребението се състои на 15 май 2008 г. на Гробищния парк Повонзки във Варшава.
През май месец 2013 г. дъщерята на Ирена Сендлерова – Янина Згжембска – предава част от отличията и медалите на майка си на Музея на историята на полските евреи във Варшава. По-рано, през 2009 г., в музея попадат също така медали, книги и писма, които Ирена Сендлерова получава от младежи от цял свят.

## Отличия
- Орден на усмивката (2007)
- Орден на Белия орел (2003)
- Орден Ecce Homo (2002)
- Командорски кръст със звезда на Ордена на възродена Полша (2001)
- Командорски кръст на Ордена на възродена Полша (1996)
- Медал Праведник на света (1965)[2]
- Кавалерски кръст на Ордена на възродена Полша (1963)
- Медал „За заслуги в здравеопазването“ (1963)
- Златен кръст за заслуги (1947)

## Награди и почести
- През октомври 2003 г. получава Награда на името на Ян Карски „За смелост и сърце“.
- През януари 2007 г. по инициатива на президента Лех Качински, с подкрепата на премиера за Израел Ехуд Олмерт, Съюза на децата на Холокоста и обществени организации от страната и чужбина, е номинирана за Нобелова награда за мир. Нейната кандидатура е подадена отново в началото на 2008 г.
- На 14 март 2007 г. полският сенат приема резолюция в чест на дейността на Ирена Сендлерова и Съвета за помощ на евреите „Жегота“ в тайните структури на Полската подземна държава в периода на Втората световна война.
- През май 2007 г. получава отличие „Почетен гражданин на Варшава“, а през юни 2007 г. – „Почетен гражданин на Тарчин“, Мазовско войводство.
- На 1 юни 2008 г. Детски и младежки сейм приема с акламация резолюция в чест на дейността на Ирена Сендлерова и детския отдел на Съвета за помощ на евреите по време на Втората световна война.
- На 30 юли 2008 г. Камарата на представителите на САЩ приема резолюция в чест на Ирена Сендлерова.
- На 19 април 2009 г. посмъртно е отличена с наградата Humanitarian of the Year призната от фондация The Sister Rose Thering Endowment for Jewish-Christian and Holocaust Studies.
- На 4 май 2009 г. посмъртно получава Хуманитарната награда на името на Одри Хепбърн.
- През 2009 г. образите на Зофия Косак, Матилда Гетер и Ирена Сендлерова са обозначени на монетите с номинал 20 зл. в чест на поляците, които спасяват евреи по време на Втората световна война.
- През септември 2009 г. в къщата, в която живее в Пьотрков Трибуналски е издигната паметна плоча.
- През 2010 г., на 100-годишнината от рождението на Ирена Сендлерова, Полски пощи издават пощенска картичка с нейния образ.
- На 19 февруари 2010 г. Сеймът приема резолюция за честване на паметта на Ирена Сендлерова по случай 100-годишнината от рождението ѝ.
- През февруари 2010 г. е издигната паметна плоча във Варшава на ул. „А. Павински“, мястото, където в годините 1932 – 1935 Ирена Сендлерова е работила.
- През април 2013 г. Съветът на Варшава дава името Ирена Сендлерова на алеята, която минава между Музея за история на полските евреи и Паметника на героите от гетото в Муранов. Нейното име носят и улици в Битом, Гожув Велкополски, Люблин, Илава.
- Първият в света паметник на Ирена Сендлерова е издигнат през 2014 г. в Москва. Автор на монумента е Андрей Плиев.
- През май 2015 г. е издигнат паметник в дома на „ул. Людвик“ 6, където тя живее от 1935 – 1943 г.
- Холандски цветар, който отглежда лалета кръщава с името Ирена Сендлерова нов вид червено лале.
- Тя е патрон на училища в Полша и Германия.
- Полският сейм прие резолюция 2018 г. да бъде Година на Ирена Сендлерова.

## Проектът „Life in a Jar“
През 1999 г. учителят Норман Конард от Юнионтаун, щата Канзас подканва група свои ученици да напишат театрална пиеса със заглавие Life in a Jar (на български: Живот в буркан). Заглавието препраща към начина, по който през 1944 г. Ирена Сендлерова и Ядвига Пьотрковска скриват картотеката на спасените еврейски деца, благодарение на което след войната намират своите семейства (в действителност е била скрита в бутилки).
Представлението, основано на факти от живота на Ирена Сендлерова, е играно много пъти в САЩ, Канада и Полша. Придобива голяма популярност в американските медии и довежда до възникването на фондация „Life in a Jar“, която популяризира отношението на главната героиня.

## Награда на името на Ирена Сендлерова „Za naprawianie świata“
През 2006 г. Съюзът на децата на Холокоста с участието на Министерство на външните работи основава награда на името на Ирена Сендлерова „Za naprawianie świata“, признавана на учители и възпитатели. Партньор на наградата е Фондация Център за гражданско образование. Наградата на стойност 10 хил. долара се признава всяка година по решение на съвет от САЩ и Полша на двама лауреати от тези страни.

## Ирена Сендлерова в масовата култура
През 2009 г. въз основа на биографията на Ирена Сендлерова възниква филм с режисьор Джон Кент Харисън – Децата на Ирена Сендлерова. В главната роля е носителката на Оскар Анна Пакуин.
Английският композитор Тони Харис създава творба в чест на Ирена Сендлерова (Choices, издадена през 2010 г.). 
Излизат два документални филма за нея: Списъкът на Сендлерова (Lista Sendlerowej) с режисьор Михал Джуджевич (2002) и Феята от гетото (Wróżka z getta) (2007).
На 15 февруари 2020 г. Google представя „драскулка“ в чест на Ирена Сендлерова.
|  | Тази страница частично или изцяло представлява превод на страницата Irena Sendlerowa в Уикипедия на полски. Оригиналният текст, както и този превод, са защитени от Лиценза „Криейтив Комънс – Признание – Споделяне на споделеното“, а за съдържание, създадено преди юни 2009 година – от Лиценза за свободна документация на ГНУ. Прегледайте историята на редакциите на оригиналната страница, както и на преводната страница, за да видите списъка на съавторите. ВАЖНО: Този шаблон се отнася единствено до авторските права върху съдържанието на статията. Добавянето му не отменя изискването да се посочват конкретни източници на твърденията, които да бъдат благонадеждни. |